# نمایشگاه رسانه و تجارت ای۳ ۲۰۱۹
نمایشگاه رسانه و تجارت ای۳ (۲۰۱۹) (به انگلیسی: Electronic Entertainment Expo 2019) یا به اختصار ای۳ ۲۰۱۹ بیست و پنجمین دوره نمایشگاه ای۳ بود. این نمایشگاه از تاریخ ۱۱ تا ۱۳ ژوئن در لس آنجلس برگزار شد.
نمایشگاه ای۳ نمایشگاهی برای ارائه دستاوردهای سازندگان در حوزه بازیهای ویدئویی، سخت‌افزار و تجهیزات رایانه‌ای است. این نمایشگاه فرصتی برای رونمایی از بازیهای جدید، دستاوردها یا ارائه اخبار در مورد ساخته‌های قبلی و سیاست‌های جدید در اختیار شرکت‌های حاضر قرار می‌دهد. همچنین بازدید کنندگان نیز می‌توانند از غرفه و محصولات شرکت‌ها بازدید نموده و از آنها خرید نمایند. این نمایشگاه برای بازدید عموم آزاد است.

## حاضران
در فهرست منتشر شده نام شرکت‌های معروف بسیاری در حوزه‌های نرم‌افزاری و سخت‌افزاری دیده می‌شود. یکی از مهم‌ترین موضوعات نمایشگاه امسال، غیبت سونی در نمایشگاه به عنوان سازنده پلی‌استیشن ۴ و ناشر، بود. به نظر منتقدان یکی از دلایل کاهش مخاطب نمایشگاه امسال را غیبت سونی در ای۳ ۲۰۱۹ عنوان کرده‌اند. سونی علت عدم حضور خود را در این دوره را عدم وجود بازی مناسبی و معرفی آن برای ژوئن ۲۰۱۹ اعلام کرد. شان لیدن یکی از مقامات سونی در مورد این موضوع عنوان کرد
امروزه مراسم ای۳ تبدیل به نمایشی شده‌است که طرفداران بازی‌های مختلف، انتظار معرفی عناوین میخکوب کننده را دارند و سیاست‌های شرکت سونی برای ساخت بازی‌های کامپیوتری با چنین الگویی تطابق ندارد. سیاست شرکت ما ساخت عناوین کم ولی بزرگ و جاه طلبانه می‌باشد و طبق این حرف باید اعلام کنم که ژوئن ۲۰۱۹ وقت مناسبی برای اجرای نمایشی مناسب از سمت سونی در مراسم ای۳ نبود زیرا حس می‌کردیم که بازی جدیدی برای عرضه نداریم. وقتی کنفرانسی در این مراسم ایجاد می‌شود طرفداران به سمت سالن نمایش یورش می‌برند و تنها به این فکر می‌کنند که شرکت برگزار کنندهٔ کنفرانس چه خبر خوب و بزرگی برای آن‌ها دارد. خب ما در ژوئن ۲۰۱۹ مورد خاصی برای معرفی نداشتیم و بهتر است که در آن شرکت نکنیم.
فهرست زیر شامل نام حاضران در این نمایشگاه است و شامل ناشران، استودیوهای ساخت بازی، شرکت‌های تولیدات نرم‌افزاری و سخت‌افزاری و خبرگزاری‌های حوزهٔ بازی‌های ویدئویی می‌شود.
| "0 - G" - 2K Games - 5 Hour Energy - 505 Games - Activision - AIM Controllers - AK Racing - Alienware - AMD - Annapurna Interactive - Arcade 1up - ArenaNet - Astro - Atlus - Bandai Namco - Bethesda - BGS - Big Ben Interactive - Black Shark - Blackhawk Network - Bloober Team - Capcom - Chronicle Collectibles - CI Games - Clickentertainment - Core Gaming - Cyberpunk 2077 - Daedalic Entertainment - Deep Silver - Digifast - Double Fine / Starbreeze - DreamGearLLC - E-Guardian - E-Win - E3 Esports Zone 2019 - Electronic Arts - Electronic Software Association Foundation - Epic Games - Eureka Ergonomic - Exorcized Studios - Extra Life - Facebook - Firefly Studios - Fluidstance - Friend Times - Frontier - Funcom - Funko - G Fuel - Game Informer - GameKit - Gameloft - GameSpot - GameStop - Gaming Outfitters | "G - P" - GDC - Geico - Gentle Giant Studios - Giant Network - Good Shepherd Entertainment - GT Throne - Guangdong Entertainment - Guillemot - GuliKit - GungHo - HiDow - Hori - Hyperkin - IGN - Improbable - IndieCade - Intellivision Entertainment - Kalypso - Karnox - Konami - KontrolFreek - Lenovo - Lifeform Gaming - Little Buddy - Logitech - Marvelous Xseed Games - Mayflash - Mecca Electronics - Meta - Microsoft - Modus - Momocon - National Videogame Museum - Natsume - NDreams - Netmarble - Nexon - Next Level Racing - Nintendo - Nvidia - Nyko - NZXT - Oculus - Opera Solutions - Paracosma - Paradox Interactive - Path - PDP - Peak Audio - Perfect World | "P - Z" - Perfect World Games - Phillips - PowerA - Private Division - Pro vs GI Joe - Proximat - Psyonix - Rainbow Horse - Raynor Gaming - RDS Industries - Rebellion - Red Hydrogen - Sades - Satisfye - Scry.Info - Season - Sega - Sensorium - Shacknews - Shenzhen IPM Biotechnology - SmachZ - Soleseat - Square Enix - Subnation - Sunchip - Super Soul Bros - Techland - Technical’s - TEGway - Tencent - THQNordic - Today - Tripwire - Turtle Beach - Twitch - Ubisoft - UCC Distributing - Unsigned & Independent - ViPod - Virtuos - Volante Design - VoltEdge - VPX - Warner Bros - Wizard Games - WOM6 - Woodier - XRocker - Xsolla - YouTube Gaming - Zen Studios |

## کنفرانس‌های مهم
در فهرست زیر تاریخ کنفرانس‌های مهم در ای۳ ۲۰۱۹ ذکر شده‌است. تاریخ کنفرانس‌ها قبل از بازگشایی عمومی در تاریخ رسمی نمایشگاه می‌باشد و شرکت‌های سازنده بازی در این کنفرانس‌ها بازی‌ها و سایر خدمات خود را نمایش می‌دهند. این کنفرانس‌ها از نهم تا دهم ژوئن برگزار شد.
| نام شرکت ارائه دهنده    | تاریخ میلادی | تاریخ شمسی    | ساعت PDT | ساعت تهران |
| ----------------------- | ------------ | ------------- | -------- | ---------- |
| کنفرانس مایکروسافت      | ۹ ژوئن ۲۰۱۹  | ۲۰ خرداد ۱۳۹۸ | ۱۳:۰۰    | ۰۰:۳۰      |
| کنفرانس بتسدا           | ۹ ژوئن ۲۰۱۹  | ۲۰ خرداد ۱۳۹۸ | ۱۷:۳۰    | ۰۵:۰۰      |
| کنفرانس دیوالور دیجیتال | ۹ ژوئن ۲۰۱۹  | ۲۰ خرداد ۱۳۹۸ | ۱۸:۰۰    | ۰۶:۳۰      |
| کنفرانس اختصاصی پی‌سی    | ۹ ژوئن ۲۰۱۹  | ۲۰ خرداد ۱۳۹۸ | ۱۰:۰۰    | ۲۱:۳۰      |
| کنفرانس لیمیتد ران گیمز | ۹ ژوئن ۲۰۱۹  | ۲۰ خرداد ۱۳۹۸ | ۱۱:۰۰    | ۲۳:۳۰      |
| کنفرانس یوبی‌سافت        | ۱۰ ژوئن ۲۰۱۹ | ۲۱ خرداد ۱۳۹۸ | ۱۳:۰۰    | ۰۰:۳۰      |
| کنفرانس اسکوئر انیکس    | ۱۰ ژوئن ۲۰۱۹ | ۲۱ خرداد ۱۳۹۸ | ۱۸:۰۰    | ۰۵:۳۰      |
| برنامه نینتندو          | ۱۰ ژوئن ۲۰۱۹ | ۲۱ خرداد ۱۳۹۸ | ۰۹:۰۰    | ۲۰:۳۰      |

## لیست بازی‌های معرفی شده
| 2K Games - Borderlands 3 (پی‌سی / پی‌اس۴ / ایکس‌باکس وان / استادیا) اکتیویژن - ندای وظیفه: جنگاوری نوین (پی‌سی / پی‌اس۴ / ایکس‌باکس وان) - کراش تیم ریسینگ نیترو-سوخت (پی‌اس۴/ سوئیچ / ایکس‌باکس وان) - Spyro Reignited Trilogy (پی‌سی / سوئیچ) Annapurna Interactive - 12 Minutes (پی‌سی / ایکس‌باکس وان) Asmodee Digital - Catan (سوئیچ) Atlus - کاترین: تمام قد (پی‌اس۴ / پی‌اس ویتا) - پرسونا ۵ رویال (PS4) - Persona Q2: New Cinema Labyrinth (۳دی‌اس) نامکو باندای - Code Vein (پی‌سی / پی‌اس۴ / ایکس‌باکس وان) - Disney Tsum Tsum Festival (سوئیچ) - Dragon Ball Z: Kakarot (پی‌سی / پی‌اس۴ / ایکس‌باکس وان) - Elden Ring (پی‌سی / پی‌اس۴ / ایکس‌باکس وان) - Ni no Kuni: Wrath of the White Witch (پی‌سی / پی‌اس۴ / سوئیچ) - Tales of Arise (پی‌سی / پی‌اس۴ / ایکس‌باکس وان) - The Dark Pictures: Man of Medan (پی‌سی / پی‌اس۴ / ایکس‌باکس وان) بتسدا - فرمانده کین(اندروید / آی‌اواس) - Deathloop (اعلام خواهد شد) - Doom Eternal (پی‌سی / پی‌اس۴ / سوئیچ / ایکس‌باکس وان / استادیا) - The Elder Scrolls: Blades (اندروید / آی‌اواس / سوئیچ) - The Elder Scrolls: Legends (اندروید / آی‌اواس / پی‌سی) - الدر اسکورولز آنلاین (پی‌سی/ پی‌اس۴/ ایکس‌باکس وان/ استادیا) - فال اوت ۷۶ (پی‌سی/ پی‌اس۴/ ایکس‌باکس وان) - GhostWire: Tokyo (اعلام خواهد شد) - ریج ۲ (پی‌سی/ پی‌اس۴/ ایکس‌باکس وان/ استادیا) - ولفنشتاین: خلبان سایبری (وی‌آر) - ولفنشتاین: نیروی تازه‌نفس (پی‌سی/ پی‌اس۴/ سوئیچ/ ایکس‌باکس وان/ استادیا) Bigben Interactive - Bee Simulator (پی‌سی/ پی‌اس۴/ سوئیچ/ ایکس‌باکس وان) - Farmer's Dynasty (پی‌سی/ پی‌اس۴/ سوئیچ/ ایکس‌باکس وان) - The Fisherman – Fishing Planet (پی‌اس۴/ ایکس‌باکس وان) - Overpass (پی‌سی/ پی‌اس۴/ سوئیچ/ ایکس‌باکس وان) - Paranoia: Happiness is Mandatory (پی‌سی) - The Sinking City (پی‌سی/ پی‌اس۴/ سوئیچ/ ایکس‌باکس وان) - Werewolf: The Apocalypse – Earthblood (پی‌سی/ پی‌اس۴/ ایکس‌باکس وان) - WRC 8 (پی‌سی/ پی‌اس۴/ سوئیچ/ ایکس‌باکس وان) بانجی - سرنوشت ۲ (پی‌سی/ پی‌اس۴/ ایکس‌باکس وان/ استادیا) کپ کام - مانستر هانتر: ورلد (پی‌سی/ پی‌اس۴/ ایکس‌باکس وان) - رزیدنت ایول ۵ (سوئیچ) - رزیدنت ایول ۶ (سوئیچ) سی‌دی پروجکت رد - سایبرپانک ۲۰۷۷ (پی‌سی/ پی‌اس۴/ ایکس‌باکس وان) - ویچر ۳: شکار وحشیانه (سوئیچ) Devolver Digital - Carrion (پی‌سی / اعلام خواهد شد) - Devolver Bootleg (پی‌سی) - Enter the Gungeon: House of the Gundead (آرکید) - Fall Guys: Ultimate Showdown (پی‌سی / پی‌اس۴) - My Friend Pedro (پی‌سی / سوئیچ) - The Messenger (پی‌سی / پی‌اس۴ / سوئیچ) Digital Extremes - Warframe (پی‌سی/ پی‌اس۴/ سوئیچ/ ایکس‌باکس وان) Desk Works - RPG Time: The Legend of Wright (اندروید/ آی‌اواس/ پی‌سی/ ایکس‌باکس وان) الکترونیک آرتز - Anthem (پی‌سی/ پی‌اس۴/ ایکس‌باکس وان) - اسطوره‌های اپکس (پی‌سی/ پی‌اس۴/ ایکس‌باکس وان) - بتلفیلد وی (پی‌سی/ پی‌اس۴/ ایکس‌باکس وان) - فیفا ۲۰ (پی‌سی/ پی‌اس۴/ سوئیچ/ ایکس‌باکس وان) - Untitled Hazelight Studios game - Lost in Random - Madden NFL 20 (پی‌سی/ پی‌اس۴/ ایکس‌باکس وان) - RustHeart - Sea of Solitude (پی‌سی/ پی‌اس۴/ ایکس‌باکس وان) - The Sims 4 (پی‌سی/ پی‌اس‌۴/ ایکس‌باکس وان) - جنگ ستارگان جدای: محفل سرنگون (پی‌سی/ پی‌اس‌۴/ ایکس‌باکس وان) اپیک گیمز - فورتنایت بتل رویال (پی‌سی / پی‌اس‌۴/ ایکس‌باکس وان/ اندروید/ آی‌اواس/ سوئیچ) Frontier Developments - Planet Zoo (پی‌سی) Good Shepherd Entertainment - John Wick Hex (پی‌سی) GungHo Online Entertainment - Grandia HD Collection (پی‌سی/ سوئیج) Happy Bee - Way to the Woods (پی‌سی /ایکس‌باکس وان) inXile Entertainment - Wasteland 3 (پی‌سی / پی‌اس‌۴/ ایکس‌باکس وان) کخ مدیا - Dead by Daylight (سوئیچ) کونامی - Contra Anniversary Collection (پی‌سی/ پی‌اس‌۴/ ایکس‌باکس وان/ سوئیچ) - Contra: Rogue Corps (پی‌سی / پی‌اس‌۴/ ایکس‌باکس وان/ سوئیچ) لاینزگیت گیمز - Blair Witch (پی‌سی/ ایکس‌باکس وان) Marvelous - No More Heroes III (سوئیچ) Modus Games - Ary and the Secret of Seasons (پی‌سی / پی‌اس‌۴/ ایکس‌باکس وان/ سوئیچ) - Bear With Me: The Lost Robots (پی‌سی/ پی‌اس‌۴/ ایکس‌باکس وان/ سوئیچ) - Lost Words: Beyond the Page (پی‌سی / پی‌اس‌۴/ ایکس‌باکس وان) - Trine 4: The Nightmare Prince (پی‌سی / پی‌اس‌۴/ ایکس‌باکس وان/ سوئیچ) | ناتسومی - Cosmic Defenders (سوئیچ) - Harvest Moon: Mad Dash (پی‌اس۴/ سوئیچ) - Reel Fishing: Road Trip Adventure (پی‌اس۴ / سوئیچ) نتفلیکس - The Dark Crystal: Age of Resistance Tactics (PC / PS4 / Switch / Xbox One) - Stranger Things (Android / iOS) - Stranger Things 3: The Game (Android / iOS / PC / PS4 / Switch / Xbox One) نینتندو - Animal Crossing: New Horizons (Switch) - Astral Chain (Switch) - Cadence of Hyrule (Switch) - Daemon X Machina (Switch) - Fire Emblem: Three Houses (Switch) - Untitled The Legend of Zelda: Breath of the Wild sequel (Switch) - The Legend of Zelda: Link's Awakening (Switch) - Luigi's Mansion 3 (Switch) - Marvel Ultimate Alliance 3: The Black Order (Switch) - Pokémon Sword and Shield (Switch) - Splatoon 2 (Switch) - Super Mario Maker 2 (Switch) - Super Smash Bros. Ultimate (Switch) NIS America - The Legend of Heroes: Trails of Cold Steel III (PS4) پارادوکس اینتراکتیو - Empire of Sin (PC / PS4 / Switch / Xbox One) - Vampire: The Masquerade – Bloodlines 2 (PC / PS4 / Xbox One) Phoenix Labs - Dauntless (Switch) Playful Corp. - New Super Lucky's Tale (Switch) Private Division - Ancestors: The Humankind Odyssey (PC / PS4 / Xbox One) - The Outer Worlds (PC / PS4 / Xbox One) Rebellion Developments - Evil Genius 2 (PC) سگا - Alien: Isolation (Switch) - Panzer Dragoon (Switch) - Judgment (PS4) - Mario & Sonic at the Olympic Games Tokyo 2020 (Arcade / Switch) - Phantasy Star Online 2 (PC / Xbox One) سمیلگت - CrossFire X (PC / Xbox One) اسکوئر انیکس - Avengers (PC / PS4 / Xbox One) - Battalion 1944 (PC) - Circuit Superstars (PC / PS4 / Switch / Xbox One) - Collection of Mana (Switch) - Dragon Quest XI S (Switch) - Dragon Quest Builders 2 (PS4 / Switch) - Dying Light 2 (PC / PS4 / Xbox One) - Final Fantasy VII Remake (PS4) - Final Fantasy VIII Remastered (PC / PS4 / Switch / Xbox One) - Final Fantasy XIV (PC / PS4) - Final Fantasy Crystal Chronicles: Remastered Edition (Android / iOS / PS4 / Switch) - Kingdom Hearts III (PS4 / Xbox One) - The Last Remnant Remastered (Switch) - Life Is Strange 2 (PC / PS4 / Xbox One) - Octopath Traveler (PC) - Oninaki (PC / PS4 / Switch) - Outriders (PC / PS4 / Xbox One) - Romancing SaGa 3 (Android / iOS / PC / PS4 / Switch / Vita / Xbox One) - SaGa: Scarlet Grace Ambitions (Android / iOS / PC / PS4 / Switch) - Trials of Mana (PS4 / Switch / PC) - War of the Visions: Final Fantasy Brave Exvius (Android / iOS) تیم۱۷ - Yooka-Laylee and the Impossible Lair (PC / PS4 / Switch / Xbox One) Team Cherry - Hollow Knight: Silksong (PC / Switch) Thunder Lotus Games - Spiritfarer (PC / PS4 / Switch / Xbox One) THQ Nordic - Biomutant (PC / PS4 / Xbox One) - Darksiders Genesis (PC / PS4 / Switch / Xbox One / Stadia) - Desperados III (PC / PS4 / Xbox One) - Destroy All Humans! (PC / PS4 / Xbox One) - Monster Jam: Steel Titans (PC / PS4 / Xbox One) - SpongeBob SquarePants: Battle for Bikini Bottom – Rehydrated (PC / PS4 / Switch / Xbox One) - Wreckfest (PS4 / Xbox One) Tripwire Interactive - Maneater (PC) یوبی‌سافت - Brawlhalla (PC / PS4 / Switch / Xbox One) - برای افتخار (PC / PS4 / Xbox One) - Gods and Monsters (PC / PS4 / Switch / Xbox One) - Just Dance 2020 (PS4 / Switch / Wii / Xbox One / Stadia) - Roller Champions (PC) - تام کلنسی دی دیویژن ۲ (PC / PS4 / Xbox One / Stadia) - Tom Clancy's Elite Squad (Android / iOS) - گوست ریکان نقطه توقف (پی‌سی / پی‌اس۴ / ایکس‌باکس وان / استادیا) - رینبو سیکس تام کلنسی: قرنطینه (پی‌سی/ پی‌اس۴/ ایکس‌باکس وان/ استادیا) - رینبو سیکس تام کلنسی سیج (PC / PS4 / Xbox One) - سگ‌های نگهبان: لژیون (PC / PS4 / Xbox One) Vertex Pop - Super Crush K.O (PC / Switch) وارنر بروس اینترکتیو انترنتینمت - Lego Star Wars: The Skywalker Saga (PC / PS4 / Switch / Xbox One) Wizards of the Coast - Baldur's Gate III (PC / Stadia) اکس‌باکس گیم استودیوز - Age of Empires II: Definitive Edition (PC / Xbox One) - Battletoads (PC / Xbox One) - Bleeding Edge (PC / Xbox One) - Forza Horizon 4: Lego Speed Champions (PC / Xbox One) - Gears 5 (PC / Xbox One) - Gears Pop (Android / iOS) - Halo Infinite (PC / Scarlett / Xbox One) - Halo: The Master Chief Collection (PC / Xbox One) - Microsoft Flight Simulator (PC / Xbox One) - Minecraft Dungeons (PC / PS4 / Switch / Xbox One) - Ori and the Will of the Wisps (PC / Xbox One) - Psychonauts 2 (PC / PS4 / Xbox One) - State of Decay 2: Heartland (PC / Xbox One) Xseed Games - Akiba's Trip: Hellbound & Debriefed (PC / PS4) - BurgerTime Party! (Switch) - Granblue Fantasy Versus (PS4) - Heroland (PS4 / Switch) - Rune Factory 4 Special (Switch) - Sakuna: Of Rice and Ruin (PC / PS4 / Switch) - Senran Kagura: Peach Ball (PC / Switch) |